# Klaus Augenthaler
Klaus "Auge" Augenthaler (Fürstenzell, Baviera, el 26 de setembre) és un ex jugador de futbol alemany i ara entrenador